# Endlos verliebt
Endlos verliebt ist das Debütalbum der deutschen Schlagerband Wolkenfrei.

## Entstehung und Artwork
Geschrieben wurden die Lieder allesamt von externen Liedtextern und Komponisten. Die meisten Titel wurden zusammen von Olaf Roberto Bossi, Felix Gauder und Alexandra Kuhn geschrieben. Abgemischt, arrangiert und produziert wurden alle Titel von Felix Gauder. Das Album wurde unter dem Musiklabel Ariola veröffentlicht. Aufgenommen wurde das Album in den Stuttgarter Jojo Music Studios.
Auf dem Frontcover des Albums sind – neben Künstlernamen und Albumtitel – Wolkenfrei, vor dem Hintergrund des Mittelmeeres, zu sehen. Das Coverbild wurde von dem deutschen Fotograf Andreas Richter geschossen und von Jan Weskott designt. Aufgenommen wurde das Bild sowie weitere Bilder aus dem Begleitheft in mallorquinischen Bucht Cala Mitjana.

## Veröffentlichung und Promotion
Die Erstveröffentlichung von Endlos verliebt erfolgte am 7. Februar 2014 in Deutschland, Österreich und der Schweiz. Bereits am 28. September 2013 verkündete die Band via Facebook, dass das Album zur Vorbestellung erhältlich sei. Das Album besteht aus 14 neuen Studioaufnahmen, drei Remixversionen und einem Medley.
Am Veröffentlichungstag feierte die Band eine Releaseparty im Hotel Sonnenhof in Aspach. Um das Album zu bewerben, folgten unter anderem Liveauftritte im ZDF-Fernsehgarten on Tour auf Fuerteventura, zweimal im ZDF-Fernsehgarten und in der MDR-Sendung Hit auf Hit. Von November 2013 bis Januar 2014 tourten sie mit Fantasy durch Deutschland und Österreich und von Februar bis März 2014 mit den „Schlager des Jahres“ durch Deutschland. Im Rest des Jahres 2014 und 2015 folgten diverse Auftritte auf verschiedenen Schlagerveranstaltungen und regelmäßige Auftritte im Hotel Sonnenhof in Aspach sowie die erste Wolkenfrei-Sommerparty, die ebenfalls am 8. August 2014 im Aspacher Sonnenhof stattfand.

## Inhalt
Mit Ausnahme des Stückes Champs-Élysées sind alle Liedtexte komplett in der deutschen Sprache verfasst. In Champs-Élysées sind die französischen Textstellen „voulez-vous danser“ (Möchtest du mit mir tanzen) und „je t’aime“ (Ich liebe dich) zu hören. Musikalisch bewegen sich die Songs im Bereich des deutschen Pop-Schlagers. Als weitere Instrumentalisten wurden Hannes Butzer und Nico Schliemann an der Gitarre engagiert. Gesungen werden die Stücke von Vanessa Mai, im Hintergrund sind neben den beiden restlichen Bandmitgliedern noch die Stimmen von Olaf Roberto Bossi, Jutta Mesch und Oli Nova zu hören.
| #  | Titel                                                                 | Autor(en)                                        | Produzent(en) | Länge |
| -- | --------------------------------------------------------------------- | ------------------------------------------------ | ------------- | ----- |
| 1  | Jeans, T-Shirt und Freiheit                                           | Olaf Roberto Bossi, Felix Gauder, Alexandra Kuhn | Felix Gauder  | 3:43  |
| 2  | Ich versprech dir nichts und geb dir alles                            | Olaf Roberto Bossi, Felix Gauder, Alexandra Kuhn | Felix Gauder  | 4:10  |
| 3  | Verbotene Sehnsucht                                                   | Olaf Roberto Bossi, Felix Gauder, Alexandra Kuhn | Felix Gauder  | 3:31  |
| 4  | Champs-Élysées                                                        | Olaf Roberto Bossi, Felix Gauder, Alexandra Kuhn | Felix Gauder  | 3:19  |
| 5  | Der Zaubertrank ist leer                                              | Olaf Roberto Bossi, Felix Gauder, Alexandra Kuhn | Felix Gauder  | 3:20  |
| 6  | Endlich wieder ich                                                    | Olaf Roberto Bossi, Felix Gauder, Alexandra Kuhn | Felix Gauder  | 3:42  |
| 7  | Volltreffer ins Herz                                                  | Justin Balk, Felix Gauder, Oli Nova              | Felix Gauder  | 3:33  |
| 8  | Küss mich noch mal                                                    | Justin Balk, Felix Gauder, Oli Nova              | Felix Gauder  | 3:51  |
| 9  | Du bist meine Insel                                                   | Tobias Reitz, Thomas Rosenfeld                   | Felix Gauder  | 3:03  |
| 10 | Endlos verliebt                                                       | Fredi Malinowski                                 | Felix Gauder  | 3:09  |
| 11 | Heimlich nach dir gesehnt                                             | Fredi Malinowski                                 | Felix Gauder  | 3:49  |
| 12 | SOS Prinzessin in Not                                                 | Olaf Roberto Bossi, Felix Gauder                 | Felix Gauder  | 3:48  |
| 13 | Geheimnis einer Nacht                                                 | Olaf Roberto Bossi, Felix Gauder, Alexandra Kuhn | Felix Gauder  | 3:27  |
| 14 | Du warst mein Leben                                                   | Olaf Roberto Bossi, Felix Gauder                 | Felix Gauder  | 3:50  |
| 15 | Ich versprech dir nichts und geb dir alles (alles, alles) (Party Mix) | Olaf Roberto Bossi, Felix Gauder, Alexandra Kuhn | Felix Gauder  | 4:22  |
| 16 | Jeans T-Shirt und Freiheit (Hazienda Extended Mix)                    | Olaf Roberto Bossi, Felix Gauder, Alexandra Kuhn | Felix Gauder  | 5:24  |
| 17 | Du bist meine Insel (Hazienda Mix)                                    | Tobias Reitz, Thomas Rosenfeld                   | Felix Gauder  | 4:07  |
| 18 | Wolkenfrei-Medley*                                                    | Olaf Roberto Bossi, Felix Gauder, Alexandra Kuhn | Felix Gauder  | 6:44  |

*Wolkenfrei-Medley: Der Zaubertrank ist leer, SOS Prinzessin in Not, Jeans T-Shirt und Freiheit und Du bist meine Insel

## Singleauskopplungen
Bereits ein halbes Jahr vor der Veröffentlichung des Albums wurde am 19. Juli 2013 vorab die Single Jeans, T-Shirt und Freiheit ausgekoppelt. Einen Monat vor der Albumveröffentlichung folgte am 4. Januar 2014 ebenfalls vorab die Singleveröffentlichung von Du bist meine Insel. Die dritte Single Ich versprech dir nichts und geb dir alles wurde am 6. Juni 2014 ausgekoppelt. Die vierte Singleauskopplung Champs-Élysées erschien am 29. August 2014. Die letzte Singleveröffentlichung Der Zaubertrank ist leer folgte am 6. März 2015. Bis heute konnte sich keine der Singles in den Singlecharts platzieren.
Neben den fünf offiziellen Singleauskopplungen erschien mit Volltreffer ins Herz zusätzlich eine Videoauskopplung. Das Video entstand unter der Regie von Andreas Richter, während der Zeit auf Mallorca, wo die Coverbilder geschossen und die Musikvideos zu Jeans, T-Shirt und Freiheit sowie Du bist meine Insel gedreht wurden.

## Tourneen
Um das Album und sich selbst zu bewerben, spielten Wolkenfrei zwei Tourneen. Zunächst spielten sie im Vorprogramm von Fantasy während deren Endstation Sehnsucht Tour. Diese bestand aus insgesamt 17 Konzerten und zog sich vom 26. November 2013 bis zum 19. Januar 2014; 16 Konzerte erfolgten in Deutschland und ein Konzert fand in Österreich statt. Die Tour zählte über 15.000 Besucher. Im Anschluss nahm Wolkenfrei an der Konzertreihe Die Schlager des Jahres Tour 2014 teil. Diese bestand aus 19 Konzerten und zog sich vom 13. Februar bis zum 23. März 2014. Präsentiert wurde die Tournee von Bernhard Brink. Die weiteren Teilnehmer neben Wolkenfrei waren Andy Borg, Simone & Charly Brunner, Fantasy, Alexandra Lexer und Nicole.

## Mitwirkende
| Albumproduktion - Justin Balk: Autor - Olaf Roberto Bossi: Autor, Hintergrundgesang - Hannes Butzer: Gitarre - Marc Fischer: Hintergrundgesang, Keyboard - Felix Gauder: Abmischung, Arrangement, Autor, Musikproduzent - Stefan Kinski: Gitarre, Hintergrundgesang - Alexandra Kuhn: Autor - Vanessa Mai: Gesang - Fredi Malinowski: Autor - Jutta Mesch: Hintergrundgesang - Oli Nova: Hintergrundgesang, Autor - Tobias Reitz: Autor - Thomas Rosenfeld: Autor - Nico Schliemann: Gitarre | Artwork (Cover) - Andreas Richter: Fotograf - Jan Weskott: Artwork Unternehmen - Ariola: Musiklabel - Jojo Music Studios: Tonstudio - Sony Music Entertainment: Vertrieb |

## Rezeption

### Chartplatzierungen
Endlos verliebt erreichte in Deutschland Position 18 der Albumcharts und konnte sich insgesamt drei Wochen in den Charts halten. In Österreich erreichte das Album in ebenfalls drei Chartwochen Position 32 und in der Schweiz in einer Chartwoche Position 78 der Albumcharts. Es war der erste Charterfolg der Band in allen drei Ländern.
| ChartsChartplatzierungen | Höchstplatzierung | Wochen |
| ------------------------ | ----------------- | ------ |
| Deutschland (GfK)        | 18 (3 Wo.)        | 3      |
| Österreich (Ö3)          | 32 (3 Wo.)        | 3      |
| Schweiz (IFPI)           | 78 (1 Wo.)        | 1      |

### Auszeichnungen für Musikverkäufe
Im Januar 2018 wurde Endlos verliebt in Deutschland mit einer Goldenen Schallplatte für über 100.000 verkaufte Einheiten ausgezeichnet.
| Land/Region        | Auszeichnungen für Musikverkäufe (Land/Region, Auszeichnung, Verkäufe) | Verkäufe |
| ------------------ | ---------------------------------------------------------------------- | -------- |
| Deutschland (BVMI) | Gold                                                                   | 100.000  |
| Insgesamt          | 1× Gold ·                                                              | 100.000  |